# Échangeur de la Fontaine Lumineuse
L’échangeur de la Fontaine Lumineuse est un échangeur autoroutier de l'ouest toulousain, dans le quartier des Ramassiers à cheval sur les communes de Colomiers et de Toulouse. Il marque le passage de l'A624 à la N124 et l'accès/sortie n°3 vers la M82 dans Colomiers.
Il est situé non loin de l'échangeur de la Crabe.

## Histoire
L'échangeur est créé vers la fin des années 1960 dans le cadre de la déviation de Colomiers à 2x2 voies. L'actuelle autoroute A624 était alors une simple route à double sens bordée de platanes, et même de quelques maisons ainsi que de petites routes. L'échangeur marquait donc le début de la voie rapide.
Vers la fin des années 1980, l'A624 est construite par-dessus l'ancienne route à double-sens et dans la continuité de la voie rapide déjà existante.
En 2017, la partie sud de l'échangeur est complètement réorganisée avec la création de nouveaux rond-point et un nouveau boulevard urbain, la voie de liaison des Ramassiers, y est connecté.

## Axes concernés
- L'autoroute A624, reliant l'échangeur jusqu'à la rocade ouest.
- La route nationale 124, prolongement de l'A624 vers Auch
- La route métropolitaine 82 passant sous l'échangeur
- La voie de liaison des Ramassiers, partant de l'échangeur vers la gare des Ramassiers

## Desserte
- Colomiers (Les Ramassiers)
- Parc d'activité de Saint-Martin-du-Touch
- Future station de métro Fontaine Lumineuse de la ligne